# 1983 RQ3
1983 RQ3 är en asteroid i huvudbältet som upptäcktes den 2 september 1983 av den belgiske astronomen Henri Debehogne vid La Silla-observatoriet.
Asteroiden har en diameter på ungefär 6 kilometer och den tillhör asteroidgruppen Erigone.